# Norge Luis Vera
Norge Luis Vera (n. 3 de octubre de 1971 en Santiago de Cuba, Cuba) es un lanzador cubano miembro de la Selección Nacional de Béisbol de este país.
En Cuba, Vera lanzaba para el equipo de Santiago de Cuba de la Serie Nacional de Béisbol. Desde el inicio de su carrera, mostró aptitudes deportivas, incluyendo la serie de 1999 - 2000, cuando lideró la liga con 0.97 carreras en promedio, 17 victorias y ocho ponches—todo en 90 juegos de la temporada.
Vera se lesionó significativamente en noviembre del 2009, mientras trataba de detener una pelea en Santiago de Cuba. Fue lastimado con un arma sufriendo severas lesiones en la mandíbula. Zadys Navarro, una de las doctoras de Vera, indicó que requerirá de cirugía estética.

## Datos de interés
Vera aún participa en las Series Nacionales del Béisbol cubano en 14 campañas en las que ha participado antes de esta se destacan sus más de 100 KO (Ponches), 160 victorias, 722 de promedio de vicotorias (el mejor de los jugadores activos cubanos) además posee el récord d emas lechadas para un campeonato nacional y muestra en su palmarés internacional 23 victorias y 2 derrotas.